# Fjarðabyggð
Fjarðabyggð es un municipio localizado en Islandia oriental, en la región de Austurland.

## Población y territorio

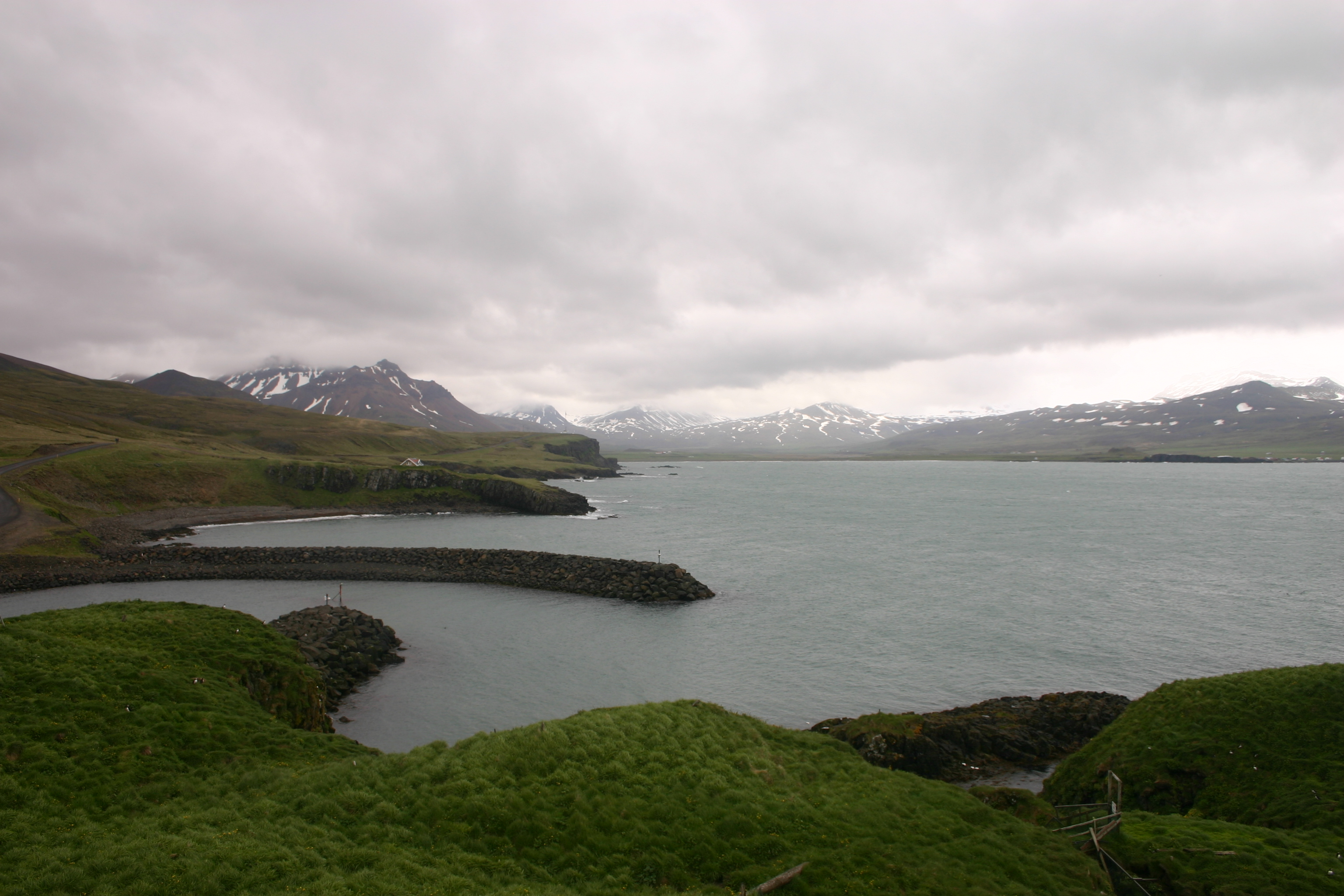
Neskaupstaður, Iceland. June 2008.

Con una población 4.629 habitantes (1 de enero de 2013), es el más poblado de Austurland y el décimo a escala nacional. Su superficie es de 1.163 km² y su densidad demográfica de casi 4 hab./km², por encima del promedio nacional, que es de 2,9 hab./km².
Las principales localidades son Fáskrúðsfjörður (662 habitantes) Eskifjörður (1.043 habitantes), Mjóifjörður (35 habitantes), Neskaupstaður (1.437 habitantes), Reyðarfjörður (1.102 habitantes) y Stöðvarfjörður (203 habitantes).

## Fiordos
Fjarðabyggð alberga un gran cantidad de fiordos, entre ellos el Reyðarfjörður, que incluye el de Eskifjörður, el de Seyðisfjarðarflói, que comprende los de Seyðisfjörður y Loðmundarfjörður, y el de Stöðvarfjörður.